# Alfredo Calderón
Alfredo Andrés Calderón Rosales (* 24. Februar 1986 in Limache) ist ein ehemaliger chilenischer Fußballspieler, der auf der Position eines Stürmers eingesetzt wurde.

## Karriere
Alfredo Calderón gab 2005 sein Debüt bei Coquimbo Unido und spielte dort bis Mitte 2007, als er zu Deportes Ovalle, einem Klub aus der Tercera División A in Chile, verliehen wurde. Für Ovalle erzielte er 10 Tore und erreichte die Halbfinale der Play-offs. Am Ende der Saison wurde er zum besten Spieler der dritten Liga gewählt. Im Jahr 2008 kehrte er zu Coquimbo Unido zurück, um in der Primera B zu spielen. Er erzielte als Ersatzspieler mehrere Tore und verhalf seinem Team zum Titel der Clausura; sein Team verpasste aber den Aufstieg. Dank seiner starken Leistungen im Jahr 2008 verpflichtete Trainer Jorge Aravena ihn für die Santiago Wanderers, mit denen der Aufstieg in die Primera División gelang. Nachdem er 2010 die Santiago Wanderers verlassen hatte und ein Jahr inaktiv war, unterschrieb er für die Saison 2012 bei San Luis. Nach sechs Monaten zog es ihn in den Süden, um sich dem von Nelson Cossio trainierten Team Lota Schwager anzuschließen. 2013 wechselte er nach Argentinien zu Racing de Olavarría, wo er ein Jahr blieb und dann ein weiteres inaktiv war. 2015 kehrte er in den Profifußball zurück und unterschrieb bei Deportes Valdivia. Nach einer erneuten Station bei Lota Schwager spielte er seine letzte Profisaison bei Deportes Pintana. Anschließend wechselte er in den Amateurfußball.